# Stefan Poznański
Stefan Poznański (ur. 5 stycznia 1922 w Rzezawie, zm. 8 stycznia 1982 w Olsztynie) – polski działacz partyjny i akademicki, poseł na Sejm PRL VII i VIII kadencji (1976–1982). Budowniczy Polski Ludowej.

## Życiorys
W czasie okupacji pracował na roli, w 1942 przebywał w obozie karnym Kraków-Dąbie. Po wojnie pracował w Śląskich Zakładach Mleczarskich. W 1950 podjął studia w Wyższej Szkole Rolniczej w Olsztynie, które kontynuował w Szkole Głównej Gospodarstwa Wiejskiego w Warszawie. Uzyskał tytuł profesora doktora habilitowanego nauk technicznych, z zawodu był inżynierem chemii i technologii żywności. Ukończywszy studia w 1953, związał się z WSR, gdzie pełnił funkcję dziekana, a następnie prorektora.
W Polskiej Zjednoczonej Partii Robotniczej działał od 1955. Dwukrotnie pełnił funkcję I sekretarza KU PZPR, trzykrotnie członka egzekutywy KU, dwukrotnie członka plenum KM w Olsztynie, a dwukrotnie zastępcy członka plenum KW PZPR w Olsztynie. Zasiadał też w Komisji Rolnej KC. Był członkiem korespondentem Polskiej Akademii Nauk od 1976, członkiem Prezydium Komitetu Technologii i Chemii Żywności PAN, a także przewodniczącym Krajowej Rady Wynalazczości i Racjonalizacji Rady Głównej NOT.
Był wybitnym specjalistą w zakresie technologii żywności, zasłużonym wynalazcą oraz w 1974 laureatem I nagrody Ogólnopolskiego Konkursu o tytuł „Mistrza Racjonalizacji”.
W 1976 i 1980 uzyskiwał mandat posła na Sejm PRL VII i VIII kadencji w okręgu Olsztyn. Podczas obu kadencji zasiadał w Komisji Nauki i Postępu Technicznego i Komisji Rolnictwa i Przemysłu Spożywczego, której był zastępcą przewodniczącego. Zmarł w trakcie kadencji, pochowany na cmentarzu komunalnym w Olsztynie.

## Odznaczenia
- Order Budowniczych Polski Ludowej (1974)[2]
- Krzyż Kawalerski Orderu Odrodzenia Polski
- Odznaka tytułu honorowego „Zasłużony Nauczyciel Polskiej Rzeczypospolitej Ludowej”
- Medal 10-lecia Polski Ludowej (1955)[3]